# Fürchte dich nicht, Jakob!
Fürchte dich nicht, Jakob! (en alemany No tinguis por, Jakob!) és una pel·lícula de producció alemanya de drama sobre l'antisemitisme del 1981 dirigida per Radu Gabrea amb un guió basat en la novel·la O făclie de Paște (1899) del dramaturg romanès Ion Luca Caragiale. L'adaptació va ser realitzada per Frieder Schuller, que a la pel·lícula va interpretar el paper de l'enterrador. Gabrea va debutar a la República Federal d'Alemanya com a director amb aquesta pel·lícula després d'emigrar de Romania el 1974.

## Estrena
La pel·lícula es va estrenar per primera vegada al Portuguès Festival Internacional de Cinema da Figueira da Foz el 17 de setembre de 1981 sota el títol Não Tenhas Medo, Jacob. Es va estrenar al cinema el 25 de juny de 1982 a Alemanya. El títol en anglès és Fear Not, Jacob!, el romanès Nu te teme., Iacob !.
Der Film wurde zuerst beim portugiesischen Festival Internacional de Cinema da Figueira da Foz am 17. September 1981 unter dem Titel Não Tenhas Medo, Jacob uraufgeführt. Die Kinopremiere hatte er am 25. Juni 1982 in Deutschland. Der englische Titel lautet Fear Not, Jacob!, der rumänische Nu te teme, Iacob!.
Fürchte dich nicht, Jakob! es va projectar l'octubre de 2012 al Romania International Film Festival (Ro-IFF) i el desembre del mateix any al cicle de pel·lícules Rekonstruktion. Filmland Rumänien de l'Institut Cultural Romanès "Titu Maiorescu" (Berlín) en cooperació amb el Zeughauskino i amb el suport del Centrul Naţional al Cinematografiei (CNC) gezeigt.

## Argument
La història basada en la novel·la de Caragiale té lloc a Rússia cap a l'any 1900 durant els atacs en curs als jueus (Pogrom).
El propietari jueu Lejba Sibal, interpretat per André Heller, i la seva dona embarassada Sura (Aviva Gaire) són assumits per l'antic servidor de Lejba  Georg (Pedro Efe), que els vol matar a tots dos a Setmana Santa. Després que Lejba demanés ajuda a les autoritats en va, decideix defensar-se i incita el poble a linxament contra Georg.

## Repartiment
- André Heller: Lejba Sibal
- Aviva Gaire: Sura (Lejbas Frau)
- Dan Nuțu: Angelo (Wahnsinniger)
- Pedro Efe: Georg (Knecht)
- João Guedes: Lehrer
- Nikolaus Wolcz: Rabbi
- Paula Guedes: Anka
- Adelaide João: Dona histèrica
- Pisany Burnay: Alcalde
- Carlos Wallenstein: Sacerdot
- Jorge Marecos Duarte: Policia
- António Caldeira Pires: Policia
- Tony Morgon: Bauer
- José Torres: Hirte
- Frieder Schuller: Enterrador

## Comentaris
Al Zeit de 1982 es podia llegir: 
| « | “Per molt vagues que siguin els detalls de lloc i temps (inicis del segle XX), Gabrea crea un clima de por, de persecució latent. una bogeria igual d'insistent. "No tinguis por, Jacob" és una paràbola sobre la xenofòbia (el "problema dels estrangers") de tots els temps, en un estil arcaic de gravat en fusta. Fotografies d'Igor Luther (“El timbal de llauna”), interpretat d'una manera agradablement discreta per l'altrament vanitós André Heller. El director aconsegueix crear moltes imatges de màgia fosca, però al final la patètica ingenuïtat de la faula és una mica cansada. Almenys una pel·lícula optimista: ...“. | » |

Un article de Der Spiegel de 1984 afirma que la pel·lícula va ser molt elogiada pels crítics, però que va ser menyspreada pel públic.
La revista Cinema va valorar la pel·lícula amb les paraules: "El búlgar que viu a Alemanya [sic] Radu Gabrea convida el seu drama amb simbolisme religiós. Parcialment sobrecarregada, en última instància molt opressiva.”